# Tabarca Llibres
Tabarca Llibres és una editorial valenciana dedicada al món de l'ensenyament, que publica llibres de text, diccionaris i material lingüístic, i novel·les juvenils i obres de poesia i teatre. Publica els textos guardonats als premis literaris Ciutat de Torrent i Ciutat de Borriana, amb autors com Juli Capilla, Vicent Sanhermelando, Pep Castellano, Francesc Gisbert i Muñoz, Enric Lluch i Girbés o Joan Pla Villar. Publiquen, entre d'altres, la col·lecció de llibres Nou d'ací d'allà, una col·lecció destinada a preparar els estudiants de les proves de la Junta Qualificadora de Coneixements del Valencià. A més, són els responsables dels premis literaris Ciutat de Borriana o del premi de poesia Ciutat de Torrent.